# Gliossilato deidrogenasi (acilante)
La gliossilato deidrogenasi (acilating) è un enzima appartenente alla classe delle ossidoreduttasi, che catalizza la seguente reazione:
gliossilato + CoA + NADP+ ⇄ ossalil-CoA + NADPH + H+